# Eddie Costa
Eddie Costa (vero nome: Edwin James Costa) (Atlas, 14 agosto 1930 – New York City, 28 luglio 1962) è stato un pianista e vibrafonista statunitense.
Pianista dalla esecuzione fluida e limpida, fu anche un eccellente vibrafonista.

## Biografia
La sua carriera professionale si iniziò nel 1948 con il violinista Joe Venuti.
Militò in vari complessi, fra i quali quelli dei chitarristi Tal Farlow e Sal Salvador, per poi intraprendere una carriera in proprio, dal 1956, affiancata a quella di sideman in sala di registrazione.
Nel 1957 il referendum dela critica della rivista Down Beat lo segnalò come “new star” di pianoforte e vibrafono.
Nel 1958 e 1959 fece parte dell'orchestra di Woody Herman e registrò a proprio nome e come sideman (Bill Evans, Bob Brookmeyer, Coleman Hawkins, Shelly Manne, Curtis Fuller solo per citarne alcuni).
Morì ancora per un incidente d’auto a New York.

## Discografia

### Come Leader
- 1956 - Eddie Costa - Vinnie Burke Trio (Jubilee Records, JLP-1025) con Vinnie Burke
- 1957 - At Newport (Verve Records, MGV-8237)
- 1957 - Eddie Costa Quintet (Mode Records, LP-118)
- 1958 - Guys and Dolls Like Vibes (Coral Records, CRL 57230)
- 1959 - The House of Blue Lights (Dot Records, DLP 3206/25206)
- 1962 - In Their Own Sweet Way (Premier Records, PM/PMS 2002) con Art Farmer

### Collaborazioni
con Sal Salvador
- 1954 - Kenton Presents Jazz - Sal Salvador (Capitol Records)
- 1956 - Frivolous Sal (Bethlehem Records)
- 1956-57 - Shades of Sal Salvador (Bethlehem Records)
- 1957 - Tribute to the Greats (Bethlehem Records)

con Mike Cuozzo
- 1955 - Mighty Mike Cuozzo (Savoy Records)
- 1956 - Mike Cuozzo with the Costa-Burke Trio (Jubilee Records)

con John Mehegan
- 1955 - A Pair of Pianos (Savoy Records)

con Phil Woods
- 1956-57 - Young Woods (Fresh Sound Records)
- 1957 - Bird Feathers (Prestige Records)

con Tal Farlow
- 1956 - Fuerst Set (Xanadu Records)
- 1956 - Second Set (Xanadu Records)
- 1956 - Tal (Norgran Records)
- 1956 - The Swinging Guitar of Tal Farlow (Verve Records)
- 1958 - This Is Tal Farlow (Verve Records)

con Manny Albam
- 1957 - The Blues Is Everybody's Business (Coral Records)
- 1957 - West Side Story (Coral Records)
- 1958 - Jazz New York (Dot Records)
- 1958 - Steve's Songs (Dot Records)
- 1958 - A Gallery of Gershwin (Coral Records)
- 1959 - Something New, Something Blue (Columbia Records)
- 1962 - Jazz Goes to the Movies (Impulse! Records)

con Betty Roché
- 1956 - Take the ''A'' Train (Bethlehem Records)

con Chris Connor
- 1956 - A Jazz Date with Chris Connor (Atlantic Records)
- 1957 - Chris Connor Sings the George Gershwin Almanac of Song (Atlantic Records)

con Bobby Jaspar
- 1956 - Bobby Jaspar Quintet (Columbia Records)

con Frank Socolow
- 1956 - Sounds by Socolow (Bethlehem Records)

con Johnny Mathis
- 1956 - Johnny Mathis (Columbia Records)

con Lenny Hambro
- 1956 - The Nature of Things (Epic Records)

con The Manhattan Jazz Septette
- 1956 - The Manhattan Jazz Septette (Coral Records)

con Vinnie Burke
- 1956 - The Vinnie Burke All-Stars (ABC-Paramount Records)

con Sue Sharon and Ralph Sharon
- 1956 - Mr. & Mrs. Jazz (Bethlehem Records)

con Betty Glamann
- 1956 - Swingin' on a Harp (Mercury Records)

con Oscar Pettiford
- 1957 - Discoveries (Savoy Records)

con Frank Wess
- 1957 - Jazz Is Busting Out All Over (Savoy Records)
- 1958 - The Spirit of Charlie Parker (World Wide Records)

con Billy Ver Planck
- 1957 - Dancing Jazz (Savoy Records)
- 1957 - Jazz for Playgirls (Savoy Records)
- 1958 - The Soul of Jazz (World Wide Records)

con Herbie Mann e Sahib Shihab
- 1957 - The Jazz We Heard Last Summer (Savoy Records)

con Herbie Mann
- 1957 - Flute Flight (Prestige Records)
- 1957 - Yardbird Suite (Savoy Records)

con Hal McKusick
- 1957 - Triple Exposure (Prestige Records)
- 1957 - Now's the Time (Fresh Sound Records)
- 1957 - Hal McKusick Quintet (Coral Records)

con André Hodeir
- 1957 - Essais (Savoy Records)

con Tony Bennett
- 1957 - The Beat of My Heart (Columbia Records)
- 1961 - My Heart Sings (Columbia Records)
- 1962 - Tony Bennett at Carnegie Hall (Columbia Records)

con Don Bagley
- 1957 - Jazz on the Rocks (Regent Records)

con Joe Puma
- 1957 - Joe Puma Jazz (Jubilee Records)

con Ralph Sharon
- 1957 - Around the World in Jazz (Columbia Records)

con Chuck Wayne
- 1957 - String Fever (Euphoria Records)

con Gloria Lynne
- 1958 - Miss Gloria Lynne (Everest Records)

con Michel Legrand
- 1958 - Legrand Jazz (Philips Records)

con Denise Jannah
- 1958 - Steve Allen's Songs (Dot Records)

con Barry Galbraith
- 1958 - Guitar in the Wind (Decca Records)

con A.K. Salim
- 1958 - Blues Suite (Savoy Records)

con Dori Howard
- 1958 - Dori Howard Sings (Dot Records)

con Ralph Burns
- 1958 - Very Warm for Jazz (Decca Records)

con Jackie Davis
- 1958 - Most Happy Hammond (Capitol Records)

con Luis Barreiro
- 1958 - Swinging Latin Nights (Blue Moon Records)

con Woody Herman
- 1958 - Wild Root (Tradition Records)
- 1959 - The Fourth Herd (Jazzland Records)
- 1959 - At the Round Table (Forum Records)

con Mundell Lowe
- 1959 - TV Action Jazz! (RCA Camden Records)
- 1960 - Themes from Mr. Lucky, the Untouchables and Other TV Action Jazz (RCA Camden Records)
- 1961 - Satan in High Heels (Charlie Parker Records)

con Astor Piazzolla
- 1959 - Take Me Dancing! The Latin Rhythms of Astor Piazzolla (RCA Camden Records)

con Donald Byrd
- 1959 - Bamba-Samba Bossa Nova (Everest Records)

con Dave Apell
- 1959 - Alone Together (Cameo Records)

con Morgana King
- 1959 - The Greatest Songs Ever Swung (Camden Records)

con Aaron Bell
- 1959 - Music from 77 Sunset Strip (Lion Records)
- 1959 - Victory at Sea in Jazz (Lion Records)

con Coleman Hawkins
- 1959 - Bean and the Boys (Phoenix Records)
- 1960 - The Hawk Swings (Crown Records)
- 1960 - Coleman Hawkins and His Orchestra (Crown Records)

con Ernie Wilkins
- 1959 - Here Comes the Swingin' Mr. Wilkins (Everest Records)
- 1960 - Big New Band of the '60s (Everest Records)

con Roger King Mozian
- 1959 - Spectacular Percussion (MGM Records)

con Gunther Schuller
- 1960 - Jazz Abstractions (Atlantic Records)

con Gigi Gryce
- 1960 - Reminiscin' (Mercury Records)

con Jackie Paris
- 1960 - Jackie Paris Sings the Lyrics of Ira Gershwin (Time Records)

con Sid Cooper
- 1960 - Percussive Jazz Vol. 2 (Audio Fidelity Records)

con Ted Auletta
- 1960 - Exotica (Cameo Records)

con George Barnes
- 1961 - Guitars Galore (Mercury Records)

con Clark Terry e Bob Brookmeyer
- 1961 - Previously Unreleased Recordings (Verve Records)

con Tubby Hayes
- 1961 - The New York Sessions (Columbia Records)

con Bob Brookmeyer
- 1961 - Gloomy Sunday and Other Bright Moments (Verve Records)

con Gil Evans
- 1961 - Into the Hot (Impulse! Records)

con Hal Mooney
- 1961 - Woodwinds and Percussion (Mercury Records)

con Benny Goodman
- 1961 - Yale Archives Vol. 8 (Musicmasters Records)

con Raymond Scott
- 1961 - The Unexpected (Top Rank Records)

con Urbie Green
- 1961 - The Persuasive Trombone of Urbie Green Vol. 2 (Command Records)

con Clark Terry
- 1962 - Mellow Moods (Prestige Records)

con Al Cohn
- 1962 - Jazz Mission to Moscow (Colpix Records)

con Curtis Fuller e Manny Albam
- 1962 - Cabin in the Sky (Impulse! Records)

con Shelly Manne
- 1962 - 2-3-4 (Impulse! Records)

con Julius Watkins
- 1962 - French Horns for My Lady (Philips Records)

con Kevin Gavin
- 1962 - Hey! This Is Kevin Gavin (Charlie Parker Records)

con Eric Dolphy
- 1962 - Vintage Dolphy (GM Records)

con Jerri Winters
- 1962 - Winters Again (Charlie Parker Records)